# Zieverich
Zieverich is een plaats in de Duitse gemeente Bergheim, deelstaat Noordrijn-Westfalen, en telt 4.830 inwoners (31 maart 2021). Het dorp ligt onmiddellijk ten westen van Bergheim-stad en ten noorden van de Autobahn A61; de Autobahn-afrit nummer 18 is hemelsbreed direct ten westen van Zieverich, maar automobilisten moeten er toch enkele kilometers voor omrijden.

## Geschiedenis
De locatie van het huidige Zieverich lag aan de Romeinse heirbaan van Aken naar Keulen. In het 3e-eeuwse Itinerarium Antonini wordt een plaatsje (vicus) met de naam Tiberiacum vermeld, op 22 km ten westen van Keulen. Deze vicus zal hebben gelegen bij Thorr, maar de naam Zieverich zou er een verbastering van zijn. Archeologisch bewijs ontbreekt echter nagenoeg geheel.
Wel zeker is, dat in 898 koning Zwentibold, blijkens een bewaard gebleven akte, schenkingen deed aan het Sticht Essen, waaronder Ciuiraha, dat door geleerden als Zieverich is geïdentificeerd. In de middeleeuwen lag Zieverich in het Hertogdom Gulik.
In 1898 kreeg Zieverich aansluiting op het spoorwegnet; lange tijd was het stationnetje zelfs een overstapstation, omdat er een kleine, niet meer bestaande, nevenspoorlijn begon. Een en ander was tijdens de Tweede Wereldoorlog voor de geallieerden aanleiding, meerdere luchtbombardementen op Zieverich uit te voeren. Zij beschouwden de spoorwegen bij Zieverich als strategisch belangrijk doelwit. Het dorpje werd daarbij grotendeels verwoest, en werd na de oorlog opnieuw opgebouwd. Ook de rooms-katholieke en evangelisch-lutherse kerkgebouwen te Zieverich zijn om die reden naoorlogs.

## Bezienswaardigheden
Het belangrijkste gebouw in het dorp is Burg Zieverich. Rond 1300 werd voor vazallen van de hertogen van Gulik een kasteel gebouwd. Na vele wisselingen van eigenaar en verbouwingen werd het in 1956 tot weeshuis verbouwd. Tijdens die verbouwing werd het helaas grotendeels door brand verwoest. Alleen een 16e-eeuwse ronde toren herinnert nog aan het oude kasteel. Het gebouw bleef na de herbouw een weeshuis en werd in 1989 een kindertehuis, annex opvang voor tieners, van Caritas Jugendhilfe.

## Vervoer
Zieverich heeft een klein station aan de Erftbahn Station Horrem - Station Bergheim - Neuss Hauptbahnhof. Sedert 2019 zijn er (anno 2021 nog steeds niet in concrete beslissingen omgezette) plannen, om de Erftbahn in de S-Bahn van Keulen te integreren en op te knappen. De minder dan 3 km ten westen van Station Bergheim (Erft) gelegen spoorweghalte van Zieverich wordt, als de plannen werkelijkheid worden, wellicht verplaatst of opgeheven.

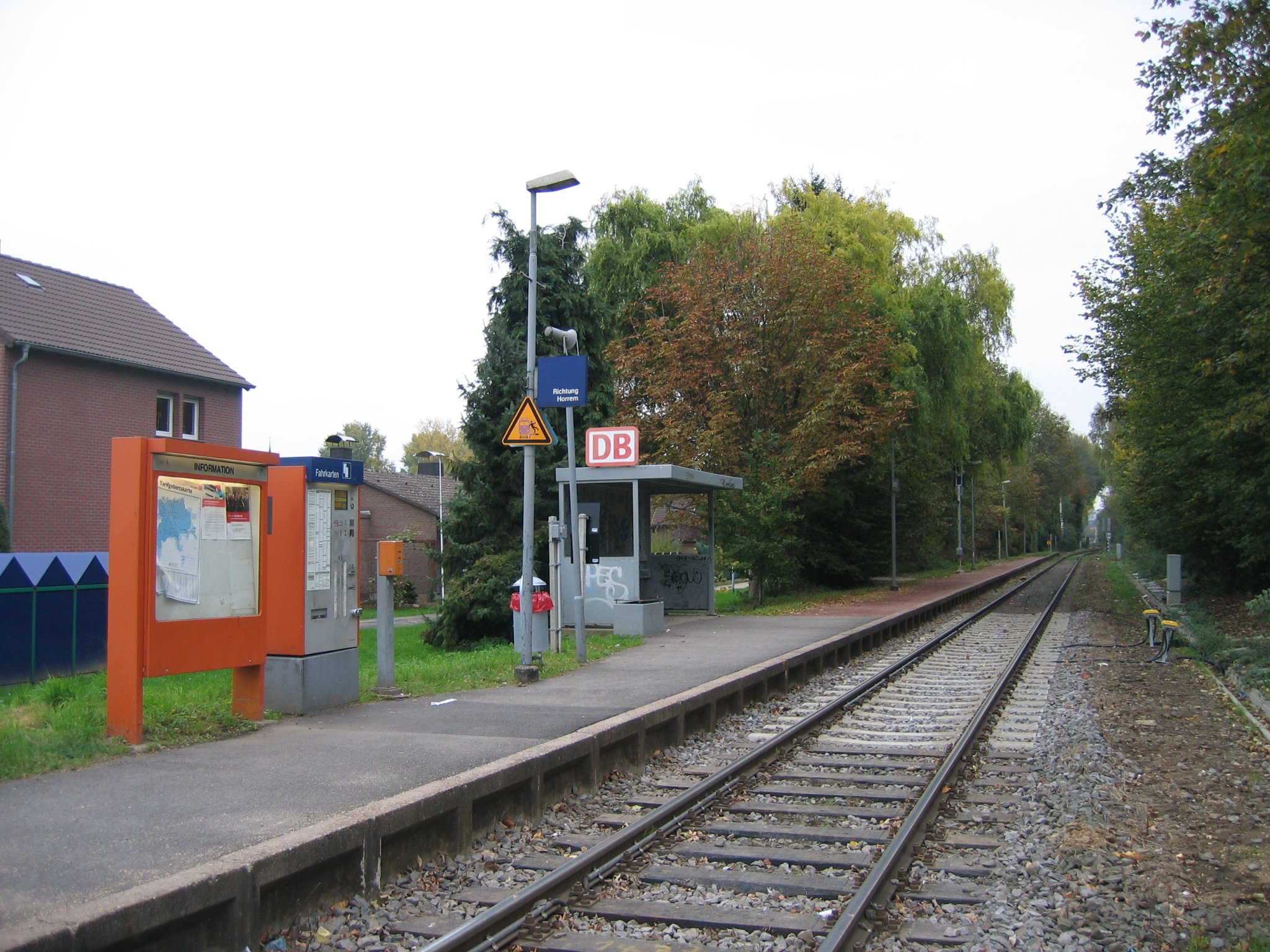
Spoorweghalte Zieverich